# Мольно
Мольно — деревня в Новодугинском районе Смоленской области России. Входит в состав Днепровского сельского поселения. Население — 51 житель (2007 год). 
Расположена в северо-восточной части области в 40 км к северо-западу от Новодугина, в 38 км западнее автодороги Р134 «Старая Смоленская дорога» Смоленск — Дорогобуж — Вязьма — Зубцов, на берегу реки Супрутка. В 20 км западнее деревни расположена железнодорожная станция Владимирский Тупик на линии Дурово — Владимирский Тупик. 

## История
В годы Великой Отечественной войны деревня была оккупирована гитлеровскими войсками в октябре 1941 года, освобождена в марте 1943 года.